# Večelkov
Večelkov, ungarisch Vecseklő (bis 1948 slowakisch „Večeklov“) ist eine Gemeinde in der südlichen Mittelslowakei mit 221 Einwohnern (Stand 31. Dezember 2024), die im Okres Rimavská Sobota, einem Kreis des Banskobystrický kraj, liegt.

## Geographie
Die Gemeinde befindet sich im Bergland Cerová vrchovina in der Landschaft Medves, auf einem breiten Rücken am Oberlauf der Gortva im Einzugsgebiet der Rimava, nahe der Staatsgrenze zu Ungarn. Zum Teil erstreckt sich der Stausee Tachty auf dem Gemeindegebiet. Das Ortszentrum liegt auf einer Höhe von 290 m n.m. und ist 24 Kilometer von Fiľakovo sowie 40 Kilometer von Rimavská Sobota entfernt.
Nachbargemeinden sind Nová Bašta im Norden und Osten, Tachty im Süden und Salgótarján (H) im Westen.

## Geschichte
Večelkov wurde wahrscheinlich im 13. Jahrhundert gegründet, zum ersten Mal aber erst 1548 als Weczeklew schriftlich erwähnt. Das Dorf war jahrhundertelang Besitz des Landadels. 1828 zählte man 25 Häuser und 270 Einwohner, die als Landwirte und Viehhalter beschäftigt waren, dazu gab es Braunkohlebergwerke ab der Mitte des 19. Jahrhunderts. Die Einwohner pendelten zudem zur Arbeit in umliegende Industriebetriebe.
Bis 1918/19 gehörte der im Komitat Neograd liegende Ort zum Königreich Ungarn und kam danach zur Tschechoslowakei beziehungsweise heute Slowakei. Auf Grund des Ersten Wiener Schiedsspruchs lag er von 1938 bis 1944 noch einmal in Ungarn.

## Bevölkerung
| Jahr                | 1994 | 2004     | 2014     | 2024    |
| ------------------- | ---- | -------- | -------- | ------- |
| Anzahl der Personen | 347  | 289      | 244      | 221     |
| Unterschied         |      | −16,71 % | −15,57 % | −9,42 % |

| Jahr                | 2023 | 2024    |
| ------------------- | ---- | ------- |
| Anzahl der Personen | 214  | 221     |
| Unterschied         |      | +3,27 % |

Gemäß der Volkszählung 2011 wohnten in Večelkov 256 Einwohner, davon  228 Magyaren, 20 Slowaken und zwei Tschechen. Sechs Einwohner machten keine Angabe zur Ethnie.
235 Einwohner bekannten sich zur römisch-katholischen Kirche, drei Einwohner zur reformierten Kirche sowie jeweils ein Einwohner zur evangelisch-methodistischen Kirche und zur griechisch-katholischen Kirche. Sieben Einwohner waren konfessionslos und bei neun Einwohnern wurde die Konfession nicht ermittelt.